# Фабрицио Колона
Фабрицио I Колона (на италиански: Fabrizio I Colonna; * ок. 1450, Рим, † 15 март 1520, Аверса) от фамилията Колона, е първият херцог на Палиано, граф на Талякоцо (1497), италиански кондотиер и велик конетабъл на Кралство Неапол (1512).

## Биография
Той е син на Одоардо Колона, кондотиер, херцог на Марси и граф на Албе и Челано, и Филипа Конти.
Фабрицио е генерал на Камбрийската лига, от 1509 до 1515 г. командир на папската войска.

## Фамилия
Фабрицио Колона се жени през 1488 г. за Агнеса де Монтефелтро (1470 – 1523), дъщеря на Федерико да Монтефелтро, 1. херцог на Урбино, и Батиста Сфорца. Те имат децата:
- Витория Колона (1492 – 1547), италианска поетеса, омъжена 1509 за Фернандо де Авалос, маркиз на Пескара
- Федерико (1497 – 1516), капитан генерал на кавалерията
- Асканио Колона (1500 – 1557), 2. херцог на Палиано, вице-крал на Абруцо, велик конетабъл на Неаполитанското кралство
- Марчело
- Камило